# 巴巴蒂湖
巴巴蒂湖（Babati）是坦桑尼亚的一潭湖，因湖泊周边栖息河马而闻名。2009年以来，干旱导致水体污染加剧，河马等动物向外迁徙，当地以提供旅游服务为生者对此表示关切。